# 静かでいいな 〜谷山浩子15の世界〜
『静かでいいな 〜谷山浩子15の世界〜』（しずかでいいな 〜たにやまひろこ15のせかい〜）は、1972年4月25日に発売された谷山浩子の1作目のアルバム。
キャニオン・レコード（現・ポニーキャニオン）から本格的にプロデビューする前の作品で、キングレコードから発売されている。1年後に廃盤となった後、1983年にLPとCTで再発売された。

## 解説
ベイビーブラザーズ（後のフィンガー5）のシングルのB面に谷山の自作曲が採用された際、担当ディレクターの薦めにより制作されたものが本作である。
アルバムタイトルの「15の世界」は、当時の谷山浩子の年齢を指しており、中学3年生の時に録音された。レコーディングが行われたのは1971年で、高校1年生のときに発売された。収録曲の全てが13歳から15歳までの中学時代に作られた曲である。
谷山自身は若いときの曲であり、歌唱法も全然異なっているため、恥ずかしいと感じているという。
谷山のアルバムは、それまでのディスコグラフィがブックレット等に掲載されるか、一覧が同梱されることが多いが、それらの中に本作は掲載されたことがない。しかしデビューからの年数を計算する際は、本作が初めてリリースされた1972年時点から起算される。
長らくCD化されていなかったが、1994年にキングレコードの「音楽市場 MUSIC BAZAAR 1500」シリーズ中の1作として初CD化された。その後、2007年にヤマハミュージックコミュニケーションズから「35th Anniversary Edition」として、ボーナストラックの未音盤化音源・未発表曲を追加収録した紙ジャケット仕様デジタルリマスタリング盤が発売された。
ちなみに、本作の1曲目と2曲目を抜き出した7インチシングル盤も存在し、LPの初版と同日にリリースされている。ただし、このシングルに関してはレコード会社にも保管されておらず、谷山本人も所蔵していない。過去に谷山浩子関連の書籍が出された際も、当該シングルは実物が入手できなかったためジャケット写真が掲載されていない。リリース枚数については定かではないが、かなりの稀少盤と推測される。

## 収録曲
※14曲目以降は「35th Anniversary Edition」のみ収録のボーナス・トラック。
1. 銀河系はやっぱりまわってる
2. 天使のつぶやき
3. 風船
4. ひとりになりたい
5. 時の流れの中に
6. こんな素敵な夜なのに
7. 今、始まる
8. 静かでいいな
9. 天使の子守歌
10. 教えて下さい〜加瀬クンのために〜
11. どこかで小さな
12. 夜明けまで
13. 今、どうしたら
14. 夏の浜辺で ※
15. おはようございますの帽子屋さん（'74 7thポプコン関東甲信越大会） ※
16. おはようございますの帽子屋さん（'74 7thポプコンつま恋本選会） ※
17. おはようございますの帽子屋さん（'75 シングル） ※
18. 夕暮れの街角で（'75 シングル） ※
19. 今日は雨ふり（COCKY ALBUM '76） ※
20. 今日は雨ふり（'76 未発表バージョン） ※

- 作曲：谷山浩子（全曲）
- 作詞：谷山浩子（14、18以外）、黒崎直子（14）、泉明子（18）
- 編曲：原田良一（1, 2, 4, 6, 7, 9, 11, 13）　東海林修（14）　高島明彦（16）　萩田光雄（17,18）　福井峻（19,20）
  - Track 1 - 13 ℗ 1972 by KING RECORD CO., LTD.
  - Track 17, 18 ℗ 1975 by PONY CANYON INC.
  - Track 19 ℗ 1976 by PONY CANYON INC.
  - Track 14 - 16, 20 ℗ 2007 by YAMAHA MUSIC COMMUNICATIONS CO., LTD.
  - © 1972, 1974, 1976 by Yamaha Music Entertainment Holdings, Inc.[注釈 2]

## リリース履歴
| 発売日         | レーベル                               | 規格 | 規格品番   |
| -------------- | -------------------------------------- | ---- | ---------- |
| 1972年4月25日  | キングレコード                         | LP   | SKD-1009   |
| 1983年12月21日 | キングレコード                         | LP   | K25A-484   |
| 1983年12月21日 | キングレコード                         | CT   | K25H-468   |
| 1994年2月5日   | キングレコード                         | CD   | KICS-8010  |
| 2007年9月12日  | ヤマハミュージックコミュニケーションズ | CD   | YCCW-10036 |